# Фрей, Конрад
Конрад Фрей (нем. Konrad Frey) (24 апреля 1909, Бад-Кройцнах — 24 мая 1974, там же) — немецкий спортсмен-гимнаст.

## Жизнь и карьера
Являлся воспитанником спортивного клуба Männerturnverein 1877 e. V. Bad Kreuznach, выступая в двенадцатиборье в 1930 году. В 1934 году он занял 25-е место в многоборье на чемпионате мира.
На летних Олимпийских играх 1936 года в Берлине, он был самым успешным немецким участником игр, с тремя золотыми, серебряной и двумя бронзовыми, заняв второе место по успеху в общем зачете, после Джесси Оуэнса. Он выиграл золото на брусьях, коне и с командой в многоборье. Серебро медаль он выиграл на турнике, бронзовую медаль в вольных упражнениях и в индивидуальной конкуренции более борьбы.
После участия в Олимпийских играх он был гимнастом и учителем физкультуры в высшем училище для офицеров СС в Бад-Кройцнахе. В 1937 году Конрад Фрей вступает в ряды НСДАП. Во время Второй мировой войны он воюет на Восточном фронте с СССР в чине фельдфебеля.
После войны, Фрей был принят на работу в качестве преподавателя гимнастики и спорта, о его денацификации ничего не известно. В 1954 Фрай занимает пост мелкого чиновника от спорта, а с 1955 по 1961 год является консультантом школьного спорта в школе района Кройцнах-1. 1 июля 1961 года Конрад Фрей отметил свое 25-летие службы и остался на посту, не уйдя на пенсию.
31 мая 1967 года, он ушёл в отставку и был почетным гостем Олимпийского комитета на летних Олимпийских играх в Мюнхене в 1972 году.